# Cacia (mitologia)
Na mitologia grega, Cacia ou Kakía (em grego Κακία) era uma Daemon que personificava o vício e a imoralidade. Ela era descrita como uma mulher carnuda, macia e vaidosa, muito maquiada e vestida com roupas reveladoras. Seu Daemon oposto era Areté, a virtude. Acredita-se que sejam filhas de Nix por si mesma, viviam no mundo subterrâneo junto aos outros Daemones.
{{referências}}
1. ↑  «CACIA (Kakia) - Greek Goddess or Spirit of Vice». www.theoi.com. Consultado em 24 de junho de 2016
2. ↑  http://www.theoi.com/Daimon/Kakia.html